# ای‌ایکس جی۰۸۵۱٫۹–۴۶۱۷
ای‌ایکس جی۰۸۵۱.۹-۴۶۱۷ یک ستاره است که در صورت فلکی بادبان قرار دارد.